# Fruitvale (Teksas)
Fruitvale – miasto w Stanach Zjednoczonych, w stanie Teksas, w hrabstwie Van Zandt.